# Steillagenweinbau

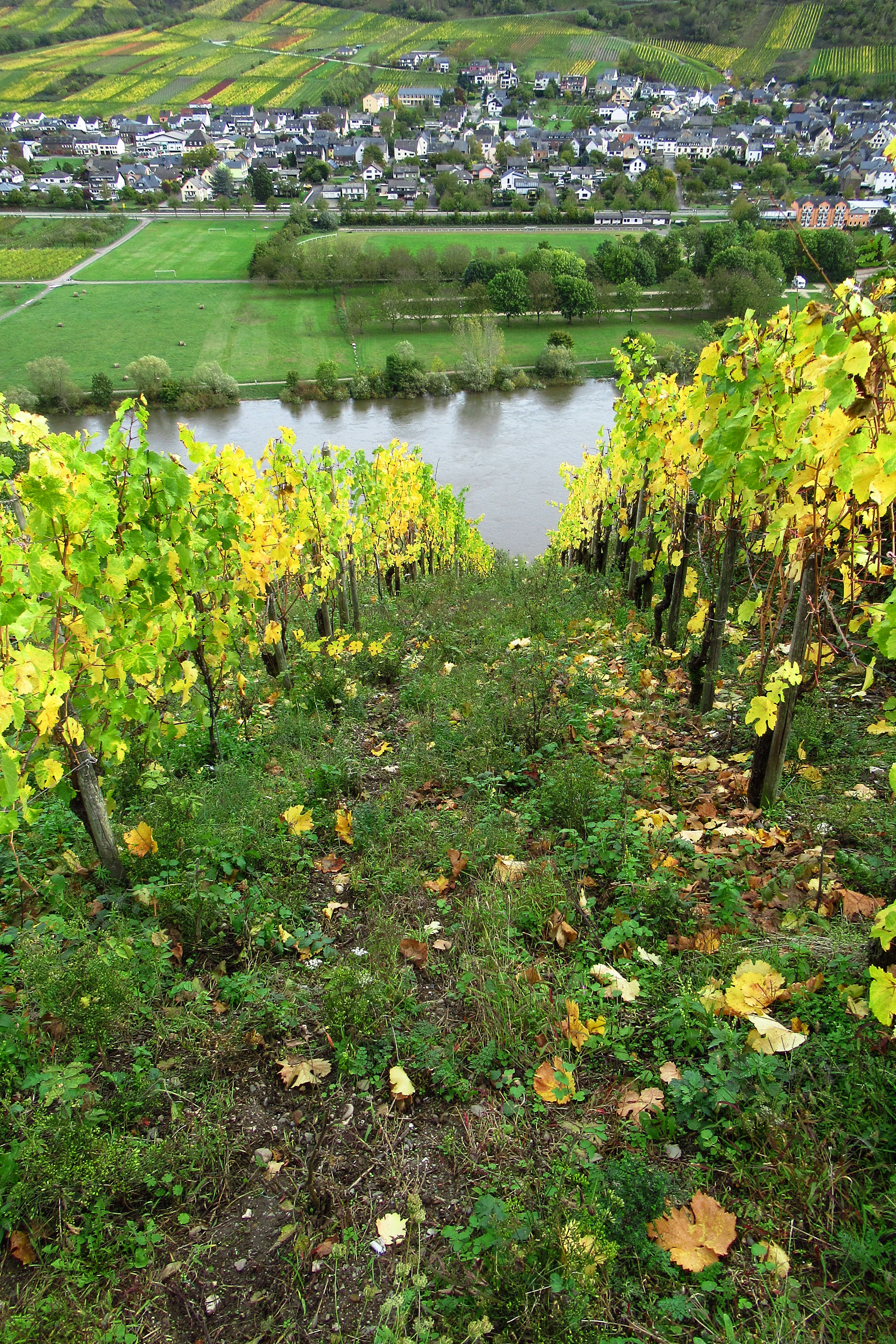
Steillagenweinberg In der Kiemet in Minheim an der Mittelmosel. Blick vom oberen Ende des Steilhangs, 80 m (vertikal) über der Mosel, 150 m (horizontal) vom Moselufer entfernt.

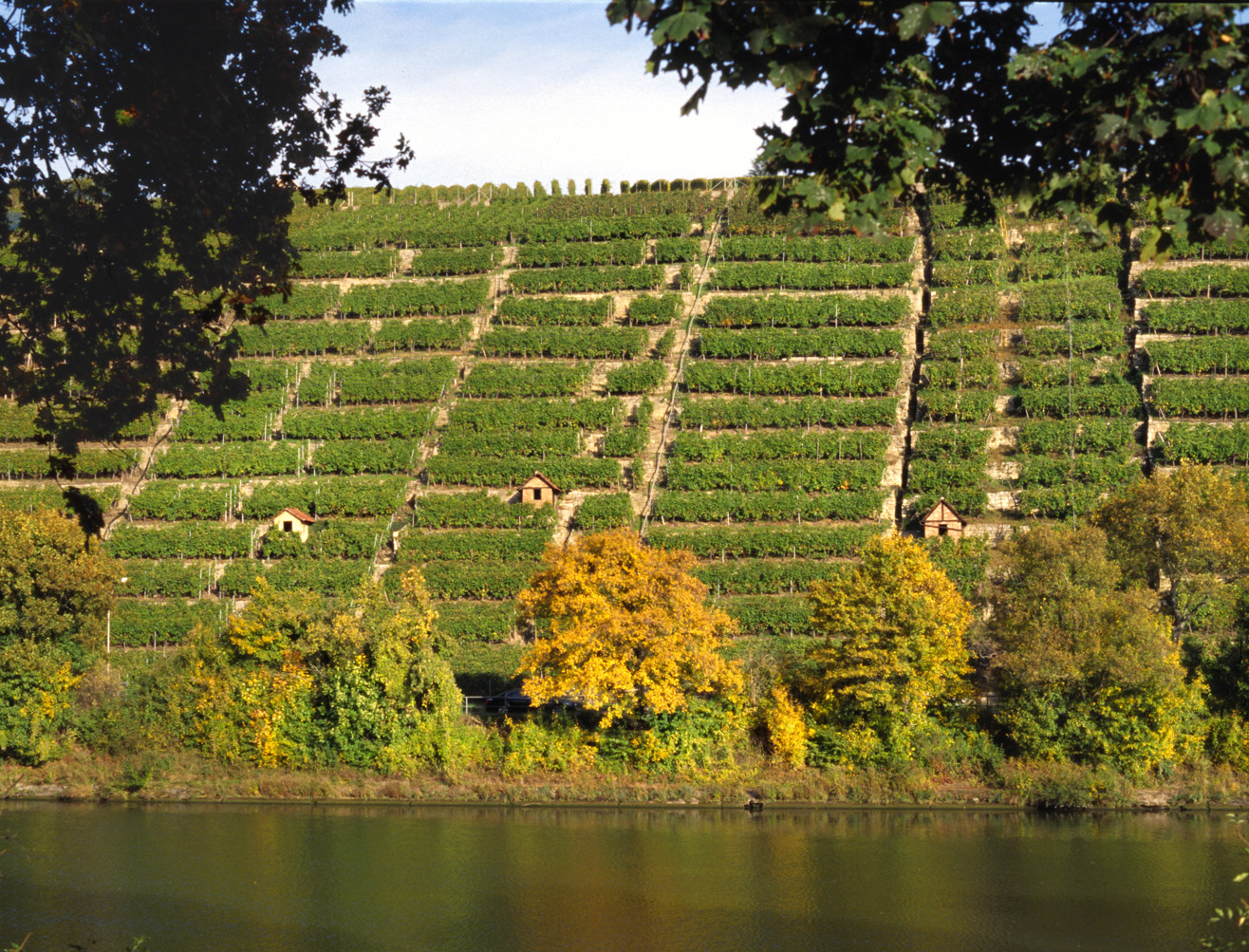
Durch Trockenmauern getrennte Terrassen des Cannstatter Zuckerle in Stuttgart

Als Steillagenweinbau bezeichnet man den Weinbau in extremen Hanglagen, die keine Bewirtschaftung in Falllinie mit radgetriebenen Traktoren zulassen. Terrassenweinbau wird in traditionellen Kleinparzellen betrieben, die durch Trockenmauern und Mauertreppen gegliedert sind. Die Mauersteine wurden aus dem umliegenden Gestein gebrochen und können daher aus Sandstein (Mainviereck, unteres Taubertal), Muschelkalk (Neckartal, Jagsttal), Schiefergestein (Mosel, Mittelrhein, Ahr, Rheingau), Syenit (Lößnitz) oder Flusskiesel bestehen. In flurbereinigten Steillagen sind auch andere Arten von Stützmauern zu finden, besonders bei der Anlage von Wirtschaftswegen und Entwässerungssystemen.

## Berühmte Steillagen
Besonders bekannte Steillagengebiete sind in Deutschland Mosel, Mittelrhein, Ahr und weite Teile des Neckartales (Felsengärten bei Besigheim, Cannstatter Zuckerle). Steillagen prägen auch den Weinbau in den österreichischen Gebieten Wachau und Sausal sowie den Schweizer Kantonen Waadt (Lavaux, Chablais) und Wallis.
Als steilste Weinlagen Europas gelten der Engelsfelsen im Badischen Bühlertal mit 75° und Calmont an der Mosel mit bis zu 68° Neigungswinkel (45° entspricht 100 % Steigung). Weitere weltbekannte Steillagen liegen bei Bernkastel-Kues (Bernkasteler Doctor), Rüdesheim am Rhein (Rüdesheimer Berg: Schlossberg, Rottland und Roseneck) und Assmannshausen (Höllenberg) sowie in Triefenstein (Homburger Kallmuth) und Würzburg (Stein) am Main.
Die berühmtesten Steillagen Frankreichs sind der Rangen de Thann im Elsass und die Hänge von Condrieu, Côte-Rôtie, Hermitage und Cornas im nördlichen Rhônetal. In Italien fallen die Cinque Terre in dieselbe Kategorie.

Weinberge in Steillage
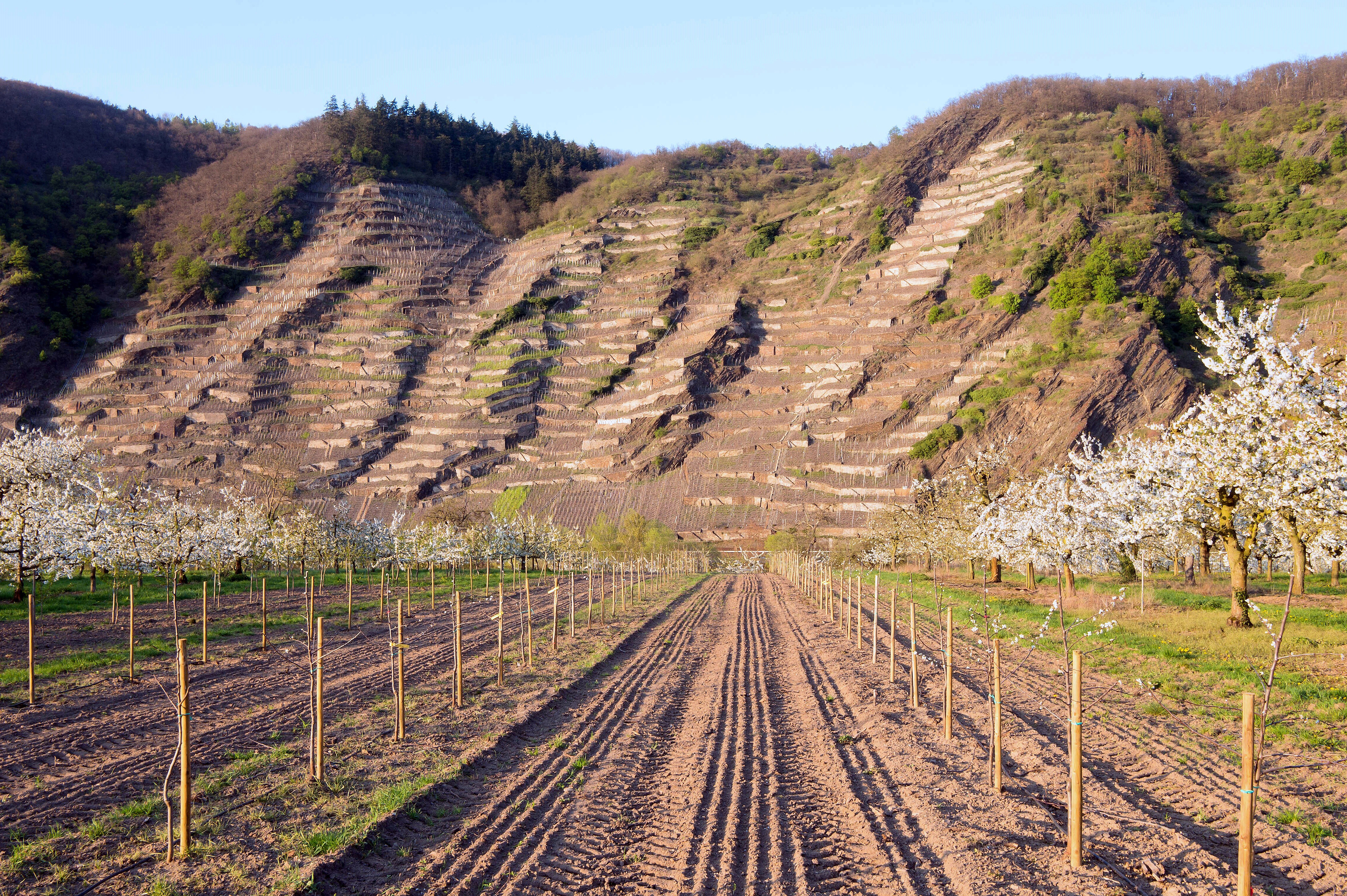
Steillage Winninger Uhlen an der Untermosel
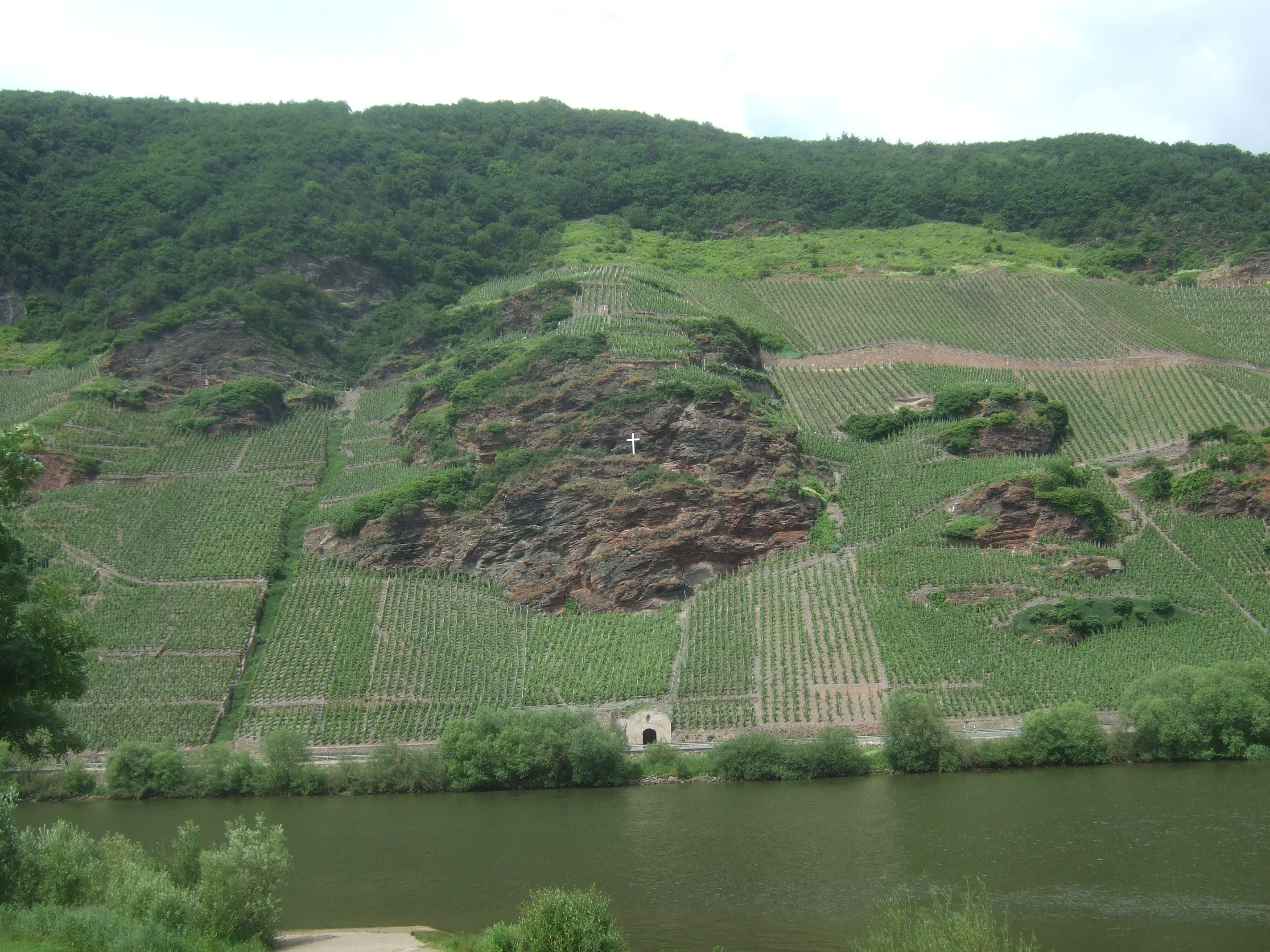
Steillage an der Mittelmosel
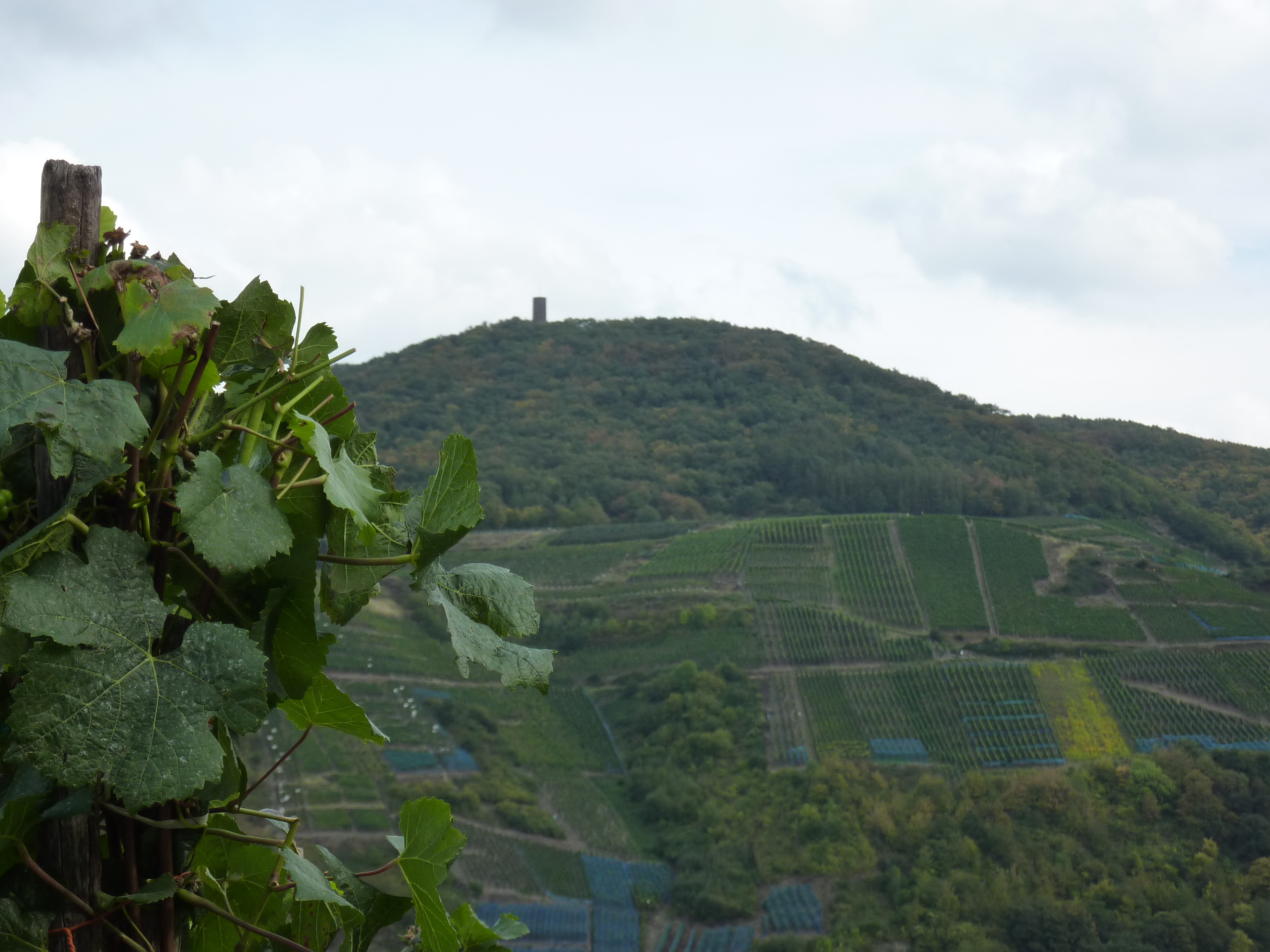
Steillage an der Ahr bei Dernau
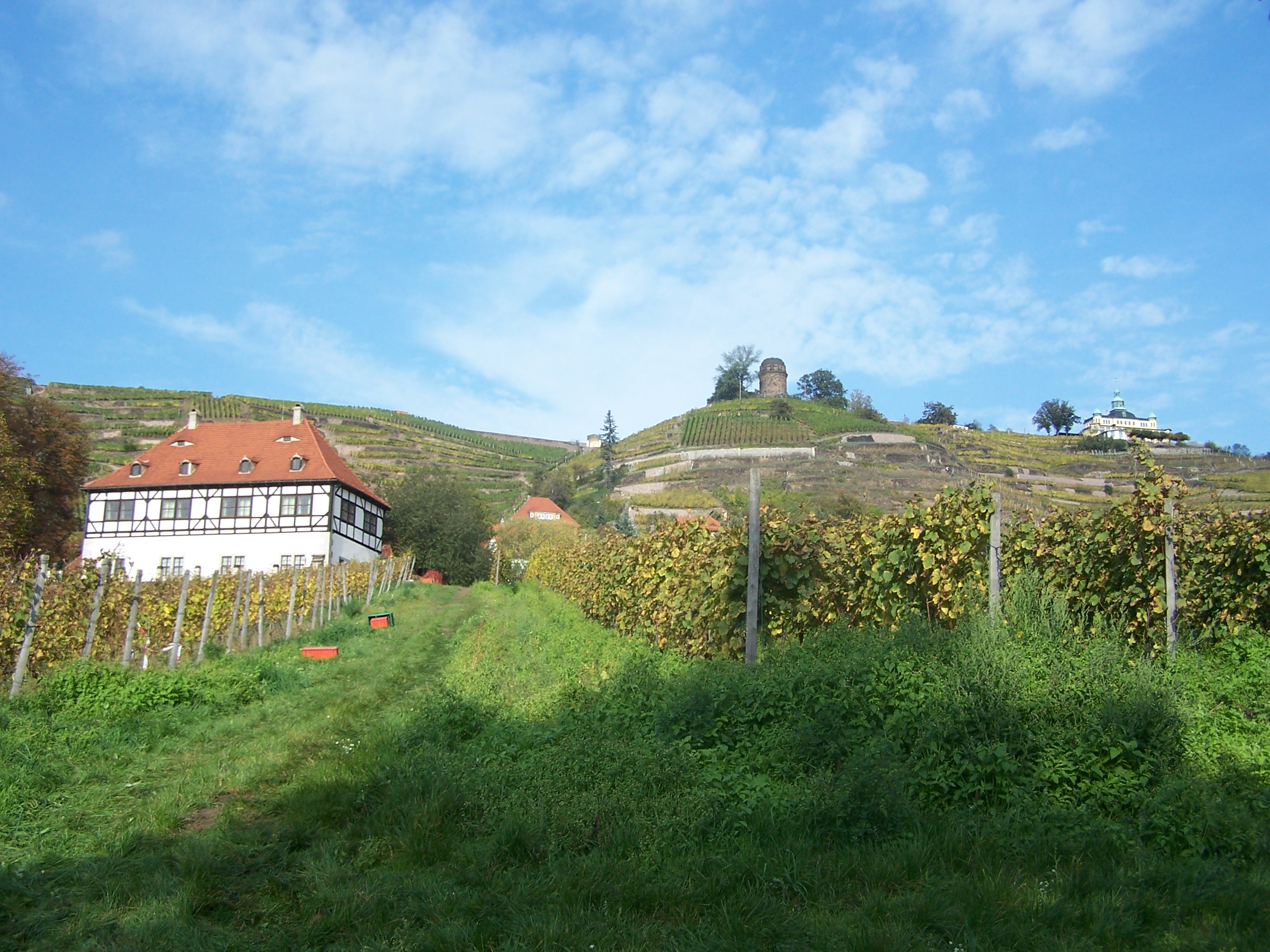
Terrassierte Steillagen im Radebeuler Goldenen Wagen nahe der Hoflößnitz
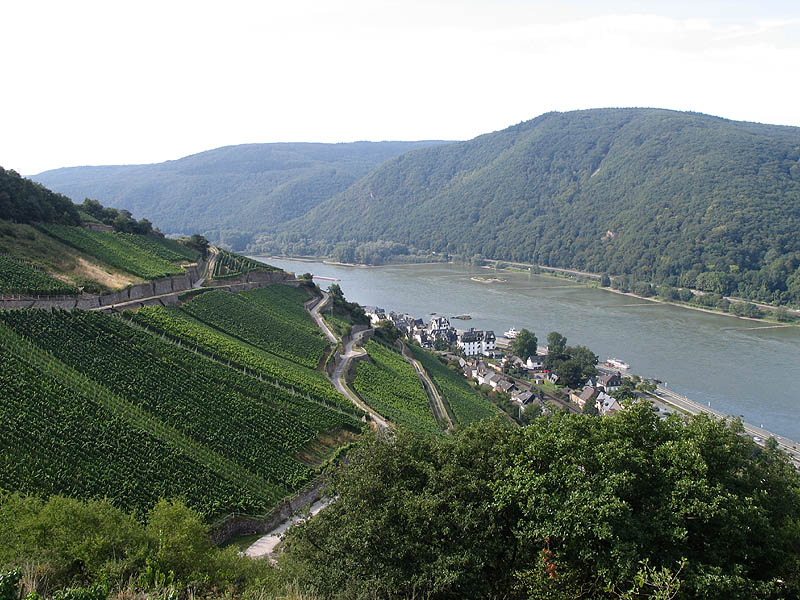
Flurbereinigter Assmannshäuser Höllenberg im Rheingau
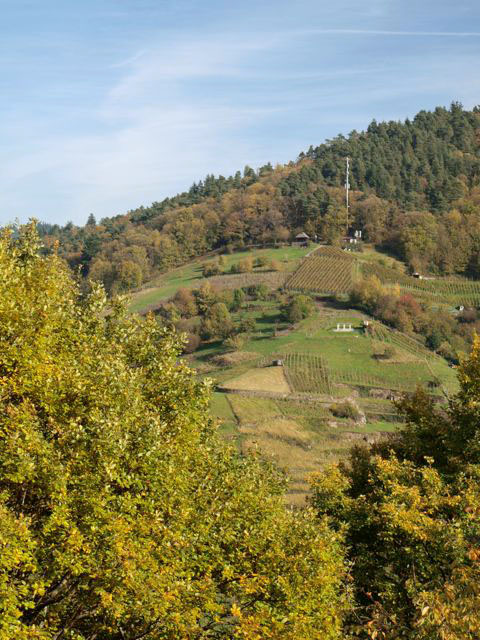
Engelsfelsen in Bühlertal (Baden/Ortenau)
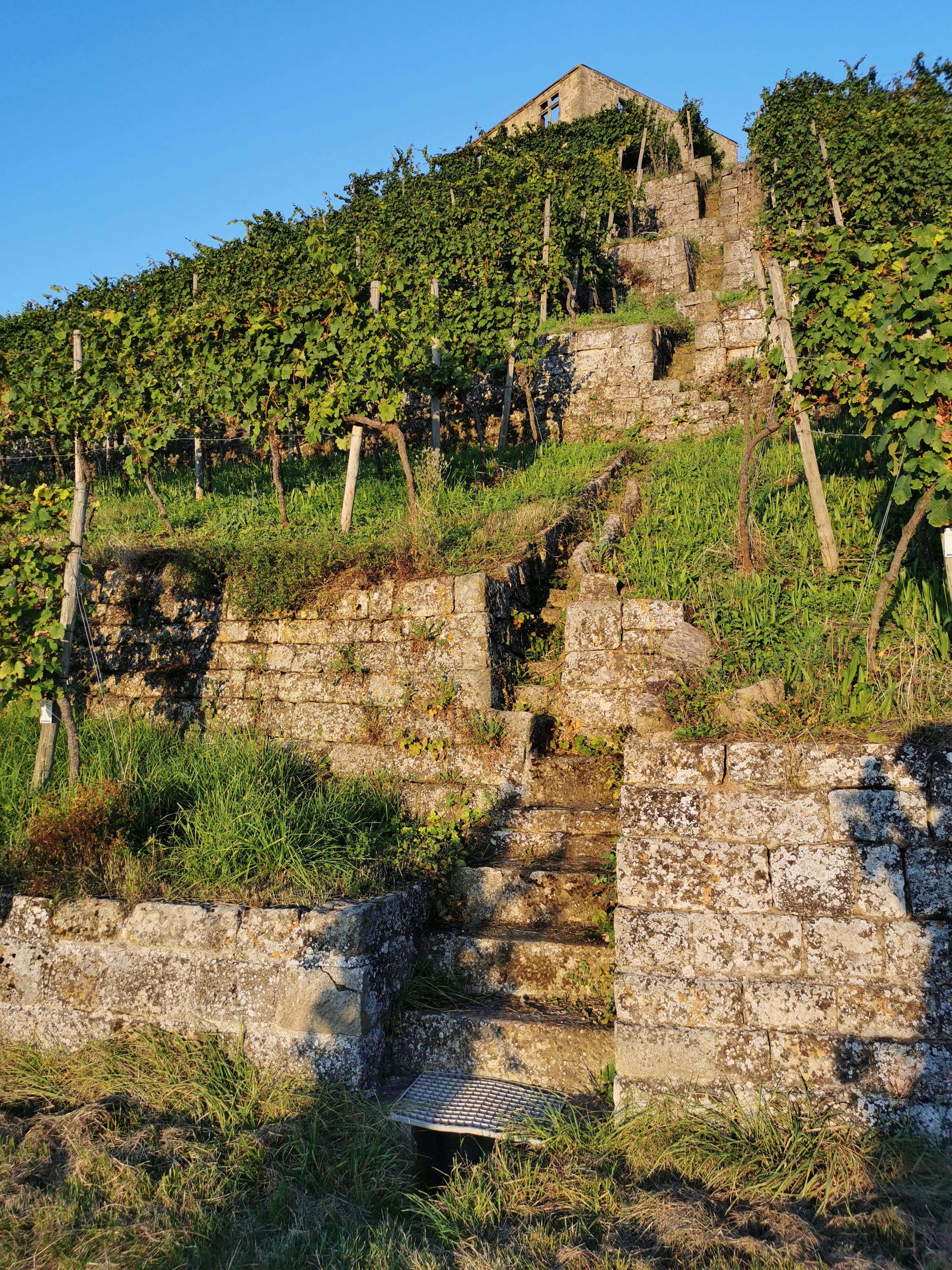
Trockenmauern und Reben unter der Yburg im Remstal

## Bewirtschaftung

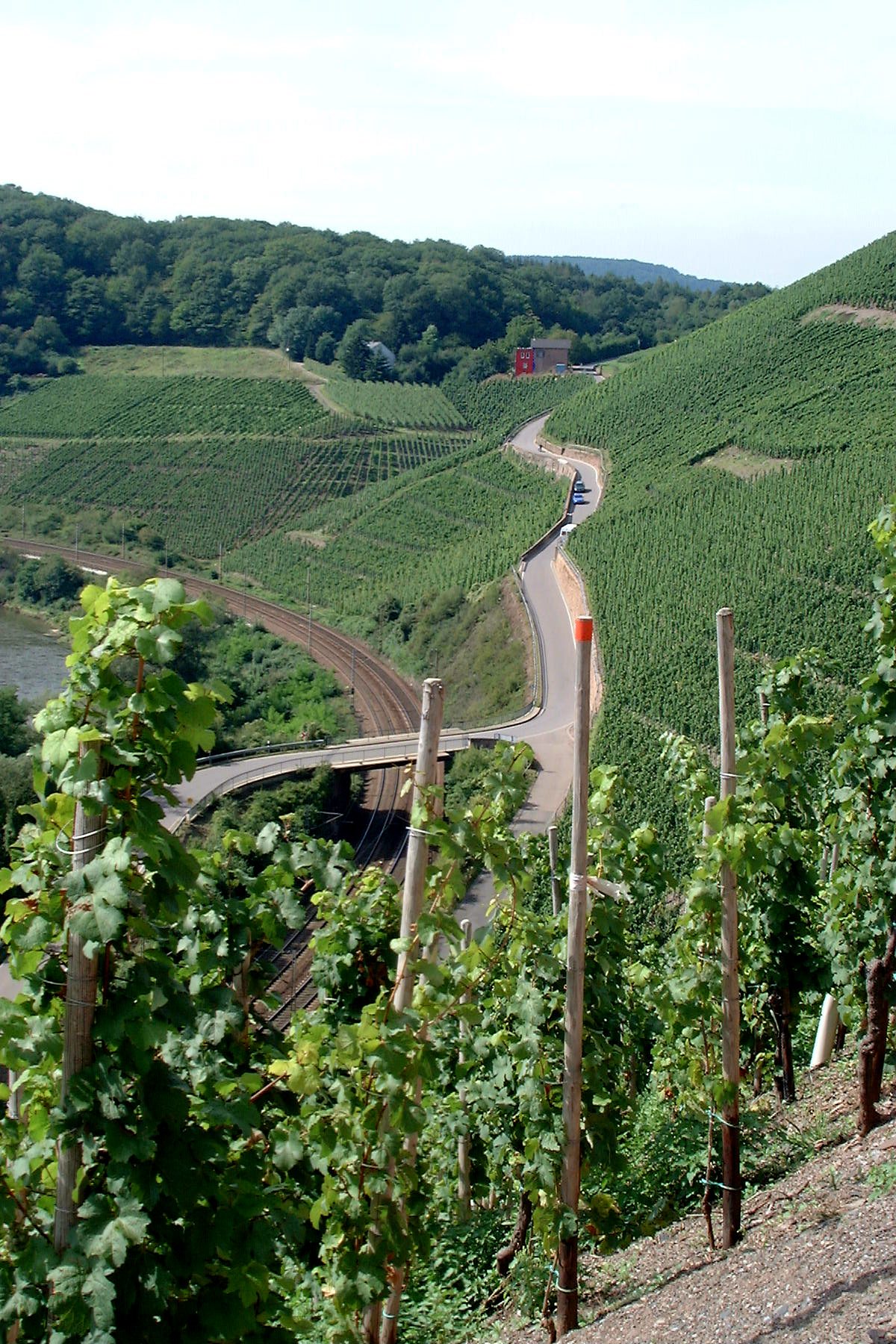
Steillage in Wiltingen an der Saar

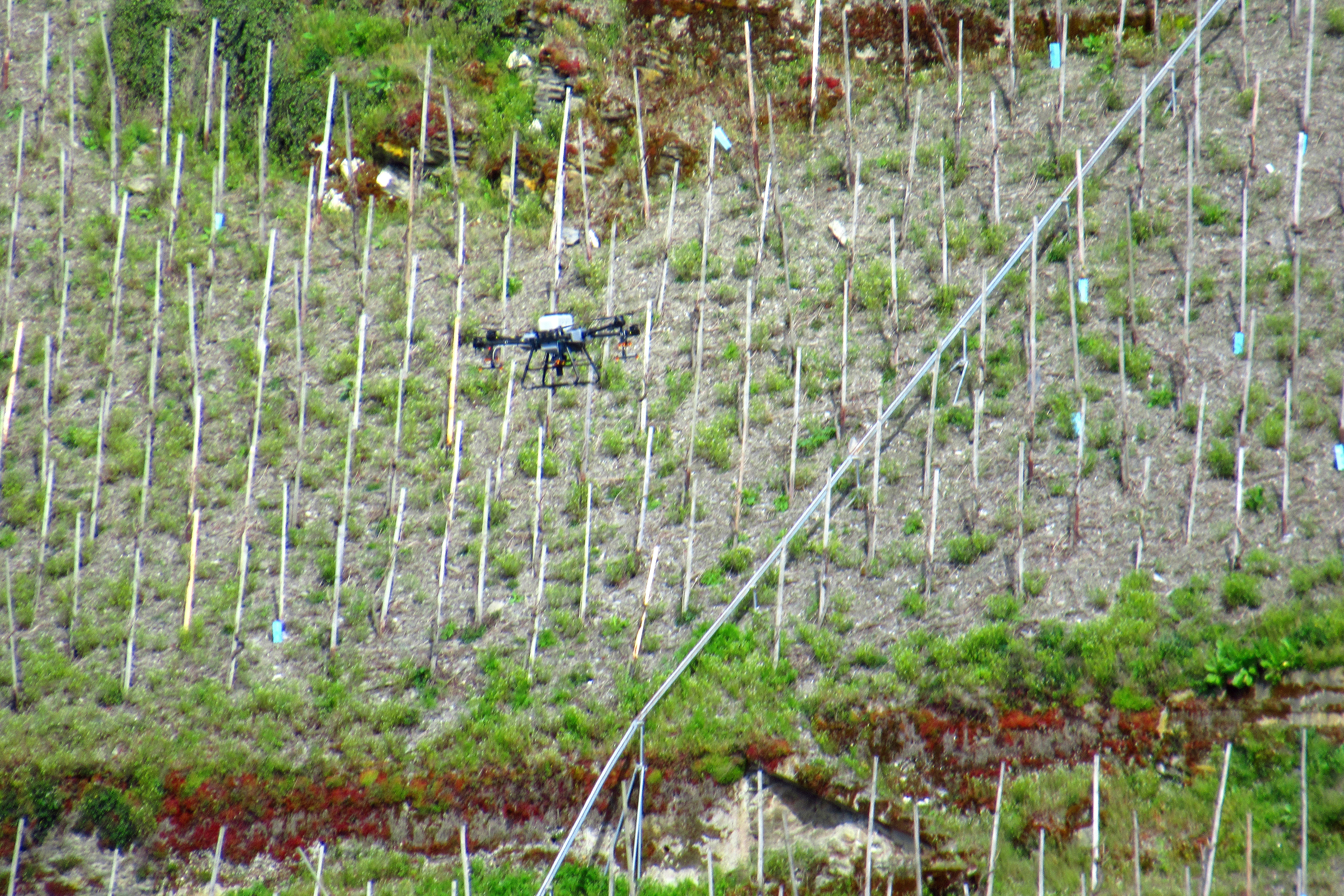
Einsatz einer automatischen Helikopterdrohne, einer sogenannten Spritzdrohne, über einem Steillagenweinberg zur Ausbringung von Pflanzenschutzmitteln.

Je nach Bodenart liegt die Grenze der Direktzugfähigkeit zwischen 45 % und 55 % Hangneigung. Die Bewirtschaftung in Falllinie erfolgt entweder mit Seilzug (Sitzpflug) oder neuerdings mit speziellen Raupenfahrzeugen. Alle wesentlichen Pflegearbeiten wie Bodenbearbeitung, Pflanzenschutz, Düngung, Laubschnitt, Traubentransport und chemische Unkrautbekämpfung lassen sich so mechanisieren. Die Traubenlese erfolgt jedoch weiterhin von Hand, an der Entwicklung eines seilgezogenen Vollernters wird derzeit gearbeitet.
Durch umfangreiche Flurbereinigungsverfahren wird versucht, möglichst die Direktzugfähigkeit zu erreichen. Bei geeigneter Grundstücksform können auch befahrbare schmale Terrassen in den Hang geschoben werden (Querterrassierung). Durch die notwendigen Böschungen zwischen den Terrassen gehen jedoch 40 Prozent der Anbaufläche verloren. Eine Pflege der Böschungen ist notwendig, damit sie nicht verbuschen. Größere Querterrassierungen wurden in der Ortenau bei Durbach und Kappelrodeck, im Jagsttal bei Dörzbach, am Kaiserstuhl bei Oberrotweil-Oberberg und Ihringen-Abtsweingarten, im Mittelrheintal (Oberweseler Oelsberg) sowie an der Untermosel bei Koblenz-Moselweiß durchgeführt.
Sind die Parzellen durch Zwischenmauern unterbrochen, erfolgt die Bewirtschaftung in reiner Handarbeit. Lediglich Material- und Personentransport kann über Einschienen-Zahnradbahnen (Monorack) erfolgen. Der Pflanzenschutz wird in zusammenhängenden Flächen mit Hubschraubern durchgeführt. Spezielle Behandlungen erfolgen vom Boden meist über Schlauchspritzung, in Kleinbetrieben auch noch mit Motorrückenspritzen. Neue Möglichkeiten ergeben sich durch gezielten Einsatz von Drohnen für den Pflanzenschutz im Rahmen von Precision Farming.
Traditionell werden vielfach sehr arbeitsaufwändige Erziehungssysteme angewandt. An der Mosel, Ahr und im Wallis sind dies Einzelstockerziehungen am Pfahl, wie die Moselpfahlerziehung. In Südtirol die Pergel oder Dachlauben-Erziehung. Zum einen liegt es daran, dass die Einzelparzellen sehr klein sind, das gilt auch topographisch. Stützmauern lassen kaum eine größere Parzellierung zu, wenn nicht ganze Hänge neu planiert werden (Querterrassierung). Da sich nur bedingt Bewirtschaftungserleichterungen in Lagen, die sich nur von Hand bearbeiten lassen, durch eine Änderung des Erziehungsform ergeben, ist die Bereitschaft auf Drahtrahmen umzustellen, auch nicht sehr groß. Vielfach wird Weinbau von Kleinstbetrieben im Nebenerwerb betrieben, so dass Neupflanzungen nur selten getätigt werden. Dies führt auch dazu, dass viele Anlagen überaltert sind. Ein Vorteil der traditionellen Systeme ist vor allem die Möglichkeit, quer zum Hang zu gehen. Erst wenn Technik zweckmäßig eingesetzt werden kann, ist eine Umstellung der Erziehung auch wirtschaftlich lukrativ.

## Steillagenweinbau als Pflege der Kulturlandschaft
Durch nicht mehr kostendeckende Produktionsbedingungen fallen zunehmend steile Weinberge aus der Produktion heraus und werden zur Sozialbrache. Zur Erhaltung des Landschaftsbildes werden an der Mosel Subventionen für die Bewirtschaftung und Wiederbestockung gewährt. Da diese Weinlagen sehr landschaftsprägend sind, fallen nicht bewirtschaftete Flächen schon von weiter Entfernung sehr negativ auf. Eine Mindestpflege der Brachflächen, also die Rodung nicht mehr bewirtschafteter Reben, so genannte Drieschen, und regelmäßiges Abmähen des Aufwuchses soll zum Erhalt der Kulturlandschaft beitragen. Zudem werden damit gefährliche Schaderreger wie die Reblaus oder Schwarzfäule der Rebe (eine Pilzkrankheit der Rebe) zurückgehalten. Die Offenhaltung von früherem Rebgelände hat auch ökologische Aspekte, da somit wärmeliebende Tier- und Pflanzenarten in ihrem Bestand erhalten werden können. Beispielhaft werden so frühere Rebterrassen im Jagsttal, Taubertal oder im Raum Tübingen von Naturschutzgruppen gepflegt und eingefallene Trockenmauern wieder aufgerichtet. Diese Projekte sind auf Spendengelder oder öffentliche Förderung angewiesen. Problematisch ist die Bewirtschaftung einzelner Rebgrundstücke innerhalb von Natur- und Landschaftsschutzgebieten. Neben zunehmender Beschattung durch aufwachsende Büsche und Bäume an den Grenzen werden solche Rebgrundstücke auch verstärkt von Schwarz- und Rehwild sowie Schadvögeln, wie Amseln und Drosseln, heimgesucht. Maßnahmen, die einer Bewirtschaftungserleichterung dienen, wie das Entfernen von Stützmauern oder Planierung des Geländes bei Neupflanzungen sind vielfach aufgrund von Landschaftsschutzbestimmungen untersagt. Eine Beeinträchtigung angrenzender Naturflächen kann durch den Eintrag von Düngemitteln und Pflanzenschutzmittelabdrift erfolgen. Durch den Anbau von pilzfesten Sorten können diese Einträge weitgehend vermindert werden. Derartige Grundstücke werden häufig von Hobbywinzern gepflegt, denen die Erhaltung der Kulturlandschaft am Herzen liegt und die Gewinnabsicht eine untergeordnete Rolle spielt.
Die Kulturlandschaft Dresden-Radebeul bis Diesbar-Seußlitz mit ihren Steillagen im Elbtal dem sächsischen Weinanbaugebiet gelegen, ist in seiner nördlichen Lage im Ostteil Deutschlands besonders erhaltenswert. Die dortige Großlage Radebeuler Lößnitz überdeckt sich zu großen Teilen mit dem Denkmalschutzgebiet Historische Weinberglandschaft Radebeul als Ausschnitt einer alten Kulturlandschaft, die heute noch bzw. nach der Wiederaufrebung wieder bewirtschaftet wird.
Auch in der Engelsfelsen in Baden wird zum Teil vom Förderverein Engelsfelsen Bühlertal e. V. ehrenamtlich bewirtschaftet und dient als Schauweinberg zur Demonstration des historischen Terrassenweinbaus.